# Mina Bayóvar
Bayóvar es una mina a cielo abierto de roca fosfórica ubicado en la provincia de Sechura, departamento de Piura. El fosfato es principalmente utilizados en la industria de fertilizantes. 
El yacimiento de Bayóvar está compuesto por varias capas de roca fosfórica de unos 2 metros de espesor a la que se le llama “mineral”; dichas capas están intercaladas con diatomitas. La revista Infraestructura Peruana (2011) indica que sólo en sus cinco primeras capas, la mina contendría más 238 millones de toneladas de fosfatos. Este mineral se formó durante millones de años debido a los sedimentos de origen vegetal y animales marinos, es decir, algas y peces propios del mar que existían en este lugar hace millones de años. 
La roca fosfórica solo está cubierta por la arena y por material sedimentario, propio de las ecorregiones del desierto del pacífico y bosque seco ecuatorial, por lo que su extracción es relativamente sencilla y económica. Debido a las características del mineral, no hay necesidad de efectuar perforaciones y voladuras, estimándose que la explotación irá hasta una profundidad de 50 metros. Sin embargo, estudios geológicos indicarían que las reservas de roca fosfórica en Sechura estaría por encima de las 503 millones de toneladas.
Los extensos yacimientos de fosfatos fueron descubiertos en 1955, iniciando su explotación el 5 de agosto de 2010 a cargo de la empresa Miski Mayo, subsidiaria de la brasileña Vale, y significó una inversión total de US$566 millones de dólares.